# Handelsvara

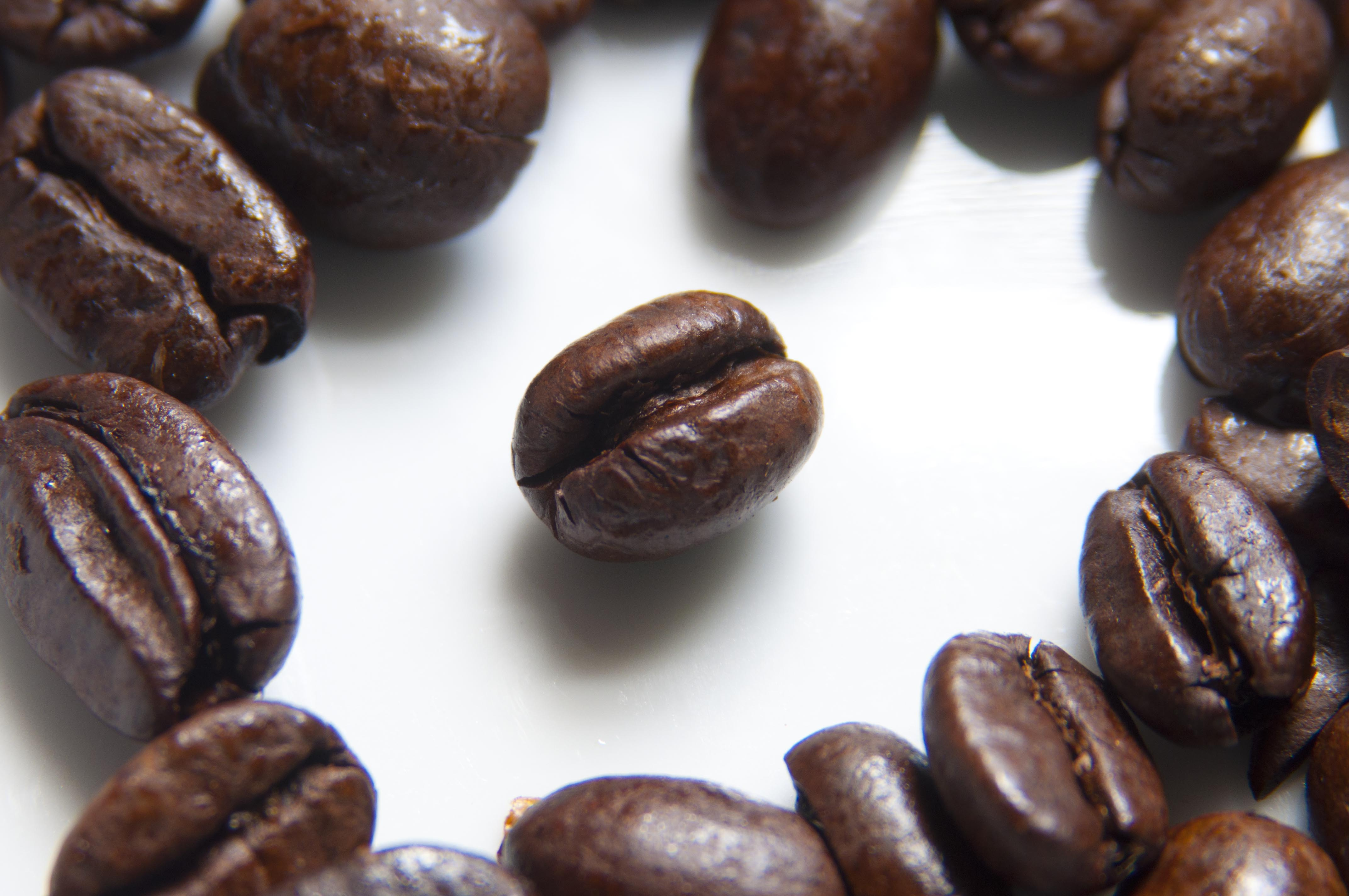
Kaffebönor är en handelsvara och en råvara.

En handelsvara utgörs i allmänhet av varje form av vara som utväxlas i handelsrelationer, inklusive sådana varor som handlas på en råvarubörs.
I kommersiella sammanhang förutsetts ofta en handelsvara av ett visst slag vara utbytbar mot en annan vara inom samma kategori. En säck mjöl antas vara utbytbar mot en annan säck mjöl. Kvaliteten på en given vara kan variera något, men är i princip homogen oberoende av producent. Handelsvaror som handlas på en råvarubörs måste leva upp till vissa standardiserade krav. Mjöl lämpar sig alltså för handel på en råvarubörs, till skillnad från exempelvis elektroniska varor som inte kan antas vara homogena mellan olika producenter.
Några klassiska handelsvaror som handlas via råvarubörser är spannmål, guld, kött, olja och naturgas.
Handeln med råvaror genomförs huvudsakligen med terminskontrakt på börser där varans kvalitet och kvantitet är standardiserad.